# ニャンギラス
ニャンギラス（Nyangilas）は、人気番組『夕やけニャンニャン』から誕生した日本のアイドルグループ「おニャン子クラブ」内のユニット。その芸風から「お笑い系」と称されることもある。

## 概要
おニャン子クラブの色物キャラであった立見里歌・樹原亜紀・名越美香と、白石麻子の4人がメンバーとなって結成された異色音楽ユニット。
おニャン子クラブの中でキャラクターが出ずに陰にいるグループだった立見・樹原・名越の三名は、スタッフから「色ニャン子」と呼ばれる色物グループであった。その色ニャン子で大ボケの歌を出そうという構想がスタッフ間で持ち上がり、1985年11月に始まる『夕やけニャンニャン』のコーナー「愛はおニャン子を救う! おニャン子AID」で樹原・名越・立見の3名がレコードを出すべきかの賛否を視聴者に募集した。その後、1986年発売の2ndアルバム『夢カタログ』に同メンバーによる「好きになってもくれない」が収録され、4月には白石麻子をメンバーに加えてニャンギラスとしてレコードデビューするに至った。元々色物キャラではなかった白石麻子は紅一点としてスタッフが入れたという話がある。白石は自分は色物ではないと言って、このグループには入りたくないと大泣きしたという。
1986年4月1日にワーナー・パイオニア（現・ワーナーミュージック・ジャパン）より「私は里歌ちゃん」でデビュー。メンバーの中で一番音痴の立見里歌をメインボーカルにしているこのシングルは、当時同じレコード会社所属で人気絶頂の少年隊の2曲目「デカメロン伝説」を抑えオリコンチャートで初登場1位を獲得。その後、1986年6月21日に発売した第2弾シングル「自分でゆーのもなんですけれど」でもオリコン初登場1位を獲得した。尚、当ユニットのデイレクションはワーナーの中森明菜の担当ディレクターの藤倉克己が担当している。
活動当時、TBSの『ザ・ベストテン』には、フジテレビ側の意向でおニャン子クラブの出演を見合わせていたが、立見の「一生の思い出にしたいから出させて欲しい」という願いを聞き入れたフジテレビ側スタッフが出演を黙認している。
ニャンギラスの4名は、おニャン子クラブのアルバム収録曲「夢の花束」「乙女心の自由型」においても、ひとつのコーラスグループとしてまとめられている。
1986年9月の名越の卒業をもってニャンギラスは解散したが、翌年3月の樹原・立見の卒業公演では3人編成で復活し「私は里歌ちゃん」を歌った。また、ファイナルコンサートでは4人揃って再度歌唱した。
1986年8月25日に発売したアルバム『最初で最後』はオリコン初登場5位を記録した。
2012年1月9日放送の『HEY!HEY!HEY! MUSIC CHAMP』ではおニャン子クラブのメンバーの一部が集結し「セーラー服を脱がさないで」を披露した。そこではニャンギラスの4名も勢ぞろいし、歌終わりのトークでは過去の歌唱映像とともに紹介された。
2013年7月28日には、タワーレコード渋谷店で開催された「日本の女性アイドル500ジャケット 1970 - 2013」のイベントで再集結し、トークショーが行われた。本人たちによると「今でもメンバー間で交流はある」とのこと。また、立見が2017年からプライベートライヴを行っているが、日本在住の立見と白石でニャンギラスのアルバムの曲やおニャン子の代表曲を歌っている。（内海和子がゲスト出演している。）
おニャン子クラブのシングルBOXセット「復刻ニャンニャン」のポニーキャニオンの宣伝動画に国生さゆりと内海和子と共に4人で出ている。
リリースした全てのシングルがオリコン初登場1位というのは、現在「解散し、再結成の予定もないグループ」ではニャンギラスとCOMPLEXとJ-FRIENDSの3組だけである。

## メンバー
| 名前                      | 生年月日               | 出身地   |
| ------------------------- | ---------------------- | -------- |
| 立見里歌（たつみ りか）   | 1965年11月14日（59歳） | 東京都   |
| 樹原亜紀（きはら あき）   | 1969年3月30日（55歳）  | 神奈川県 |
| 名越美香（なごや みか）   | 1966年4月13日（58歳）  | 埼玉県   |
| 白石麻子（しらいし まこ） | 1969年6月12日（55歳）  | 東京都   |

## ディスコグラフィ

### シングル
|   | 発売日        | タイトル                     | B面曲                  | オリコン最高位 |
| - | ------------- | ---------------------------- | ---------------------- | -------------- |
| 1 | 1986年4月1日  | 私は里歌ちゃん               | 夏が来れば             | 1位            |
| 2 | 1986年6月21日 | 自分でゆーのもなんですけれど | ファーストダンスは渚で | 1位            |

### アルバム
|   | 発売日        | タイトル   | オリコン最高位 |
| - | ------------- | ---------- | -------------- |
| 1 | 1986年8月25日 | 最初で最後 | 5位            |

## CM
- 明治製菓 ｰ 『ポポロン』『ケーキバー』